# Idaios (Herold der Troer)
Idaios (altgriechisch Ἰδαῖος Idaíos) war in der griechischen Mythologie der Herold und der Wagenlenker von König Priamos im Trojanischen Krieg.
Er übermittelt den Griechen das Angebot des Paris und damit der Trojaner, zwar nicht Helena, dafür aber die Schätze, die Paris aus Argos brachte und noch mehr herzugeben, um den Krieg zu beenden oder wenigstens eine Waffenruhe zur Bestattung der Toten zu erwirken.
Vielleicht ist er identisch mit Idaios, dem Sohn des trojanischen Hephaistospriesters Dares.